# Francesco Moro (politico 1898)
Francesco Moro (Sossano, 11 novembre 1898 – 5 aprile 1958) è stato un politico italiano.

## Biografia
Ingegnere, esponente della Democrazia Cristiana, nel 1948 viene eletto nella circoscrizione Verona-Padova-Vicenza-Rovigo come Deputato della I legislatura repubblicana, restando in carica 1953. È stato anche sindaco di Lonigo dal 1946 fino alla morte, nell'aprile 1958, all'età di 59 anni.